# Susan Lalić
Susan Kathryn Lalić, z domu Walker (ur. 20 października 1965) – angielska szachistka, arcymistrzyni od 1988, posiadaczka męskiego tytułu mistrza międzynarodowego od 1997 roku. W czasie swojej kariery występowała również pod nazwiskiem panieńskim oraz Arkell (w latach 1986–1994).

## Kariera szachowa
Znaczące sukcesy międzynarodowe zaczęła odnosić w połowie lat 80. XX wieku. Dwukrotnie wystąpiła w turniejach międzystrefowych (eliminacji mistrzostw świata), w obu przypadkach zajmując miejsca w pierwszej dziesiątce (Hawana 1985 – VIII m. oraz Smederevska Palanka 1987 – IX m.). Do innych jej sukcesów w turniejach międzynarodowych należą m.in. dz. I m. w Bath (1987, turniej strefowy, wspólnie z Teresą Needham), dz. II m. w Ceucie (1993, turniej B, za Jaanem Eslonem, wspólnie z Aleksandrem Veingoldem) oraz dz. I m. w Delden (1993, turniej strefowy, wspólnie z Nieves Garcią Vicente i Esther de Kleuver). W 2001 r. uzyskała najlepszy indywidualny wynik (8 pkt w 10 partiach) w międzypaństwowym meczu Anglii z Niemcami. Wielokrotnie startowała w finałach indywidualnych mistrzostw Wielkiej Brytanii, pięciokrotnie zdobywając złote medale (1986, 1990, 1991, 1992, 1998).
W latach 1984–2000 wystąpiła we wszystkich w tym okresie rozegranych 9 szachowych olimpiadach (w tym siedmiokrotnie na I szachownicy), natomiast pomiędzy 1992 a 2005 r. czterokrotnie uczestniczyła w drużynowych mistrzostwach Europy, na których zdobyła cztery medale: dwa złote (2001, za indywidualny wynik na III szachownicy oraz za wynik rankingowy) i dwa brązowe (1997 i 2001 – w obu przypadkach wspólnie z drużyną).
Najwyższy ranking w karierze osiągnęła 1 stycznia 1997 r., z wynikiem 2405 punktów dzieliła wówczas 20-21. miejsce (wspólnie z Natašą Bojković) na światowej liście FIDE, jednocześnie zajmując pierwsze miejsce wśród angielskich szachistek.

## Życie prywatne
Była żoną dwóch arcymistrzów, Keitha Arkella oraz Bogdana Lalicia, z którym ma syna Petera (ur. 1994). Aktualnym jej mężem jest angielski mistrz międzynarodowy Graeme Buckley (z tego związku pochodzi para bliźniąt).